# Consentimiento sexual

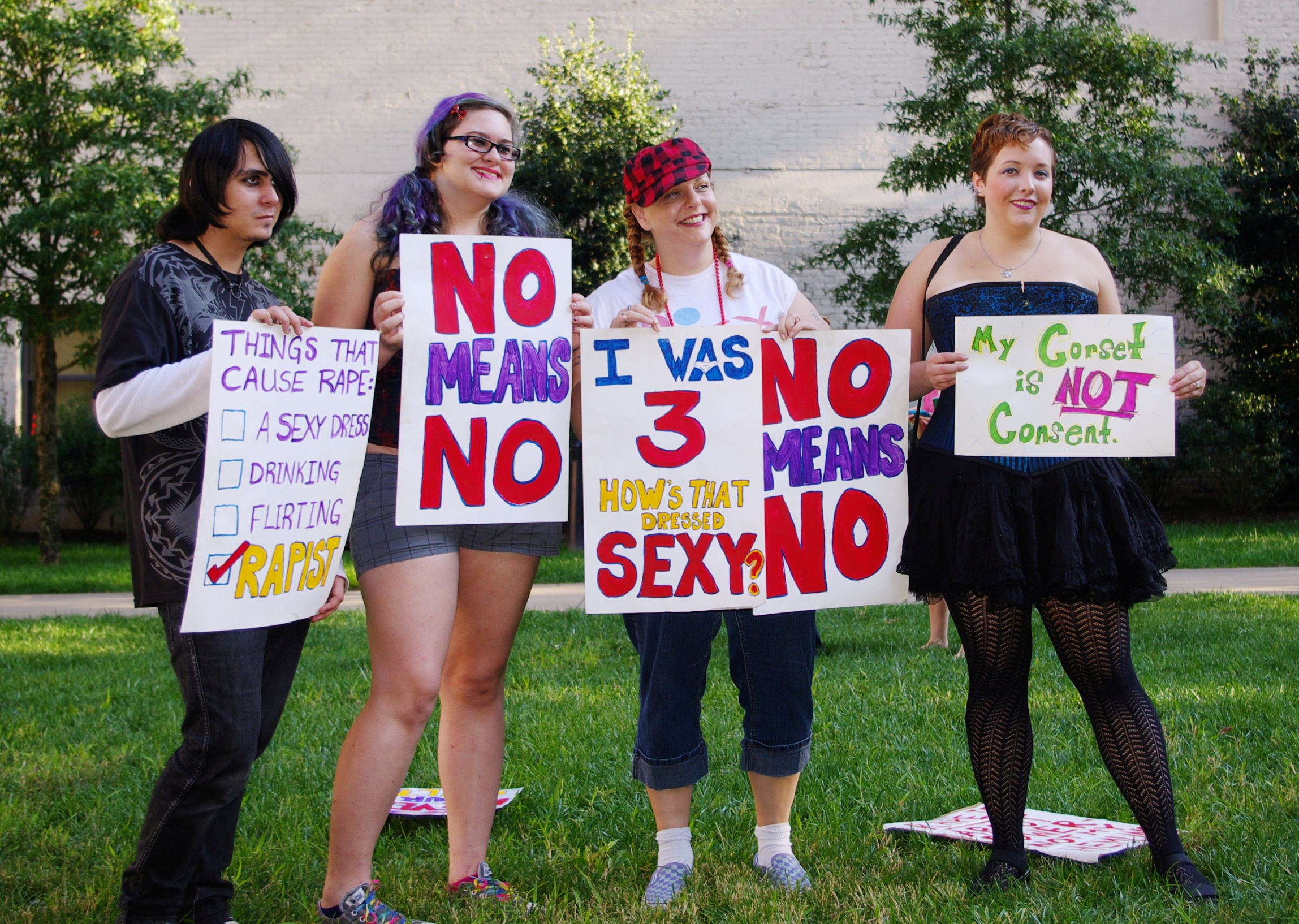
Participantes en una marcha de las prostitutas con carteles en inglés que afirman la importancia del consentimiento sexual. Dos dicen «No es no» y otro declara que la ropa sexy no presume consentimiento.

El consentimiento sexual es aquel consentimiento para realizar actividad sexual. La actividad sexual sin consentimiento está considerada violación u otra agresión sexual. En los tardíos 1980, el académico Lois Pineau argumentó que la sociedad debe cambiar hacia un modelo más comunicativo de sexualidad de modo que el consentimiento devenga más explícito y claro, objetivo y etiquetado, con un modelo más comprensible que el "No es no" o "Sólo sí es sí". Muchas asociaciones,  instituciones -como universidades y ayuntamientos- y medios de comunicación, especialmente en países anglosajones, llevan realizando campañas de concienciación desde hace años sobre dicho consentimiento. 

## Elementos de consentimiento
Dentro de la literatura erudita, las definiciones que rodean el consentimiento y cómo debería ser comunicado han sido contradictorias, limitadas o sin consenso. El Dr. James Roffee,  un conferenciante sénior en criminología en la Escuela Universitaria de Ciencias Sociales Monash argumenta que la definición legal de consentimiento en el Derecho Penal necesita ser universal, con objeto de evitar confusión en decisiones legales (juicios). También demuestra cómo la idea moral del consentimiento  no siempre se alinea con el concepto legal. Por ejemplo, algún hermano adulto u otros miembros familiares voluntariamente pueden introducirse en una relación, pero aun así el sistema legal considera esto incesto, y por lo tanto un delito. Roffee Argumenta que el uso de jerga particular en la legislación con respecto a estas actividades sexuales manipula al lector para verlo inmoral y delincuencial, incluso siambas partes están consintiendo. De modo similar, algunos menores que aún no han llegado a la edad legal de consentimiento pueden deliberadamente y de buen grado estar en una relación sexual. Aun así, la ley no ve esto como legítimo. La edad de consentimiento, no incluye niveles variables de concienciación y madurez. Aquí  puede verse que la comprensión moral y la comprensión legal no siempre se alinean.
Algunos individuos son incapaces de dar consentimiento, o incluso si  pueden indicar verbalmente que  consienten,  se considera que carecen de la capacidad de dar consentimiento informado o pleno (p. ej., menores bajo la edad de consentimiento o una persona ebria). Las personas también pueden consentir actividades sexuales indeseadas.

### Actividad sexual indeseada
La actividad sexual indeseada puede implicar violación u otro tipo de agresión sexual, pero también pueda ser distinguida de ellos. Jesse Ford, el autor de un estudio de 2018 que mostró que los hombres son capaces de tener sexo indeseado con mujeres para "probar que no son homosexuales", declara que "toda agresión sexual es sexo indeseado, pero no todo sexo indeseado es agresión sexual ."
Un estudio de 1998 mostró que tanto hombres y mujeres "consienten actividad sexual indeseada" en citas heterosexuales; en estos casos,  consintieron en mantener sexo indeseado para satisfacer a su compañero/a de cama, "promover la intimidad", o evitar tensión en la relación". Los autores argumentan que estimaciones de "experiencias sexuales indeseadas (no-consensuales)" pueden confundir sexo disensual y consensual.

### Verbal vs. no verbal

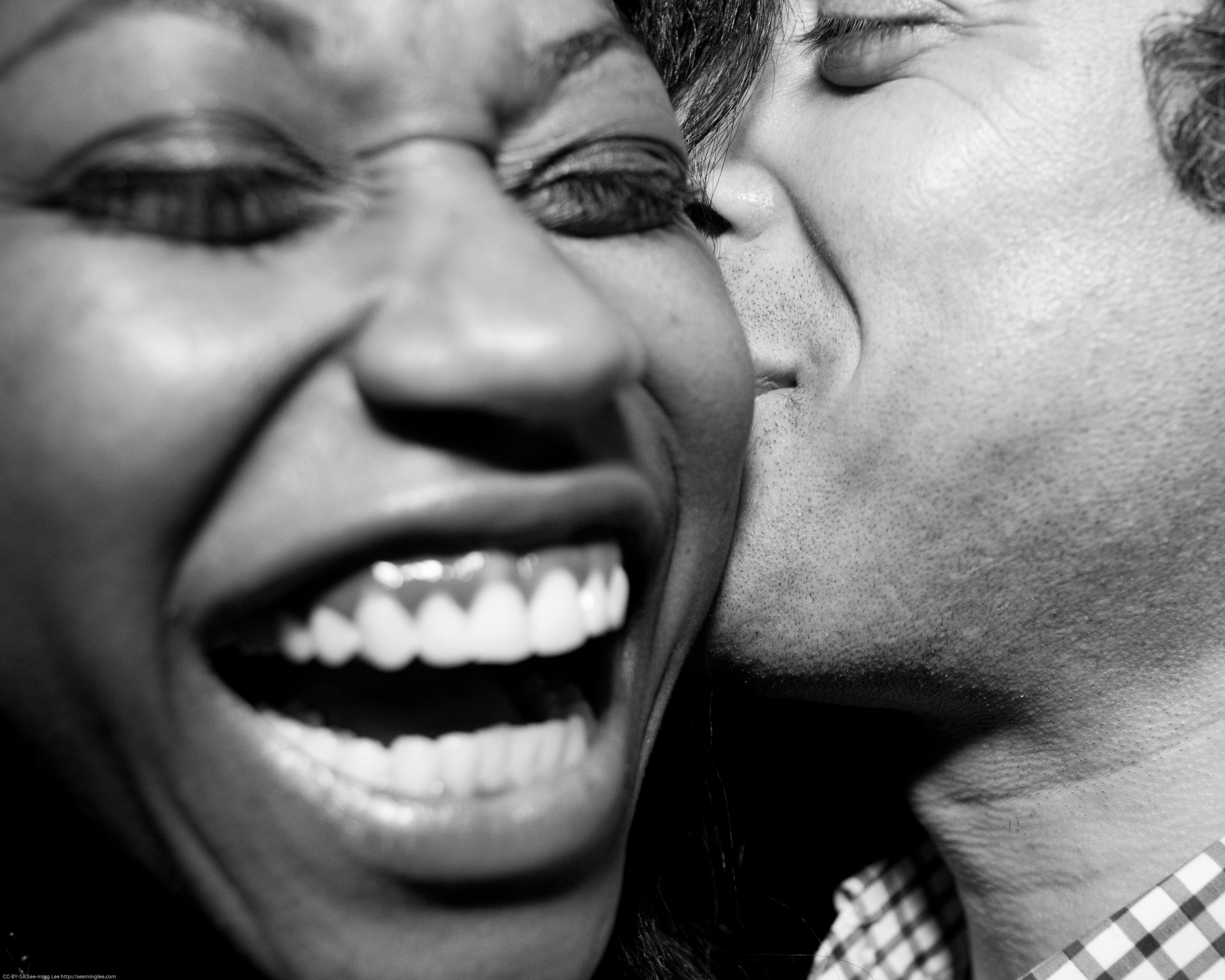
Mientras las diferentes políticas de consentimiento tienen vistas distintas sobre si las pistas no verbales cuentan como consentimiento, algunas reglas permiten buscar el consentimiento a través de comunicación no verbal.

Puede haber consentimiento verbal o no verbal, o una mezcla de los dos tipos, según la ley o política que se aplique. Según el autor de Bustle (Ajetreo) Kae Burdo, "solo el consentimiento verbal cuenta".   Las reglas de la universidad Dartmouth sobre consentimiento sexual afirman que la comunicación en encuentros íntimos consiste a menudo en actos de comunicación no verbales como sonreír, asentir con la cabeza, y tocar a la otra persona; aun así,  declara que "... el lenguaje corporal a menudo no es suficiente" porque interpretar éste es arriesgado, así que la mejor opción es utilizar "comunicación verbal explícita". The New York Times informa que los hombres típicamente utilizan indicadores no verbales para determinar si hay consentimiento (61 por ciento dicen que perciben consentimiento a través del lenguaje corporal de su compañero/a), mientras que las mujeres típicamente esperan hasta que su compañero les pregunta antes de indicar consentimiento (solo el 10 por ciento dicen que indican consentimiento a través de la expresión corporal), una aproximación diferente que puede dirigir a confusión en parejas heterosexuales.

### Edad
El establecimiento de una edad de consentimiento sexual distinta en cada jurisdicción,  para menores de cierta edad, les supone incapaces de dar consentimiento válido por ley a actos sexuales. La edad de consentimiento es la edad bajo la cual un (o una) menor está considerado para ser legalmente incompetente de consentir a realizar actos sexuales. Consiguientemente, un adulto que realiza cualquier actividad sexual con un menor más joven que la edad del consentimiento no puede clamar que la actividad sexual era consensuada, y tal actividad sexual puede ser considerada violación por ley o estatutaria (estupro). La persona bajo la edad mínima está considerada como víctima y su pareja sexual se considera como infractor, a no ser que ambos sean menores. El propósito de establecer una edad de consentimiento es para proteger a los menores de avances sexuales. La edad de consentimiento varía ampliamente de jurisdicción a jurisdicción, aunque la mayoría de jurisdicciones sitúan la edad de consentimiento en la gama de 14 a 18 años. Las leyes también pueden variar por el tipo de acto sexual, el género de los participantes u otras consideraciones, como la situación de posición de confianza; algunas jurisdicciones pueden también permitir a menores involucrarse en actos sexuales entre ellos, en lugar de ceñirse a una única edad de consentimiento.

### Condiciones o incapacidades mentales
Así mismo, personas con la enfermedad de Alzheimer o incapacidades similares pueden ser incapaces de dar consentimiento legal a relaciones sexuales incluso con su cónyuge. Nueva York no lo considera  consentimiento en casos donde las personas tienen una incapacidad física que les hace incapaz de comunicar que no consienten, bien utilizando palabras o bien físicamente o si  tienen una enfermedad mental u otra condición que les hace incapaces de entender la actividad sexual.

### Inconscienciaointoxicación
En algunas jurisdicciones, los individuos que están intoxicados con alcohol o fármacos no pueden consentir. Por ejemplo, las leyes de Míchigan de Conductas Sexuales Criminales declara que es delito  tener sexo con una “persona mentalmente” incapacitada que no puede controlar su conducta o dar consentimiento.

### Posición de confianza o autoridad
A la hora de determinar si un encuentro sexual era consensual, los tribunales canadienses considerarán si el acusado estaba en una "posición de confianza o autoridad" con respecto al querellante, porque esto socava el consentimiento. Mientras este principio general es parte de la ley canadiense, los tribunales están debatiendo cuál es la definición exacta de posición de confianza y autoridad. Algunos ejemplos de personas en posición de confianza o autoridad incluyen a profesores, empleadores o jefes, monitores de campamento o animadores socioculturales, profesionales de cuidado de la salud, o entrenadores.

### Engaño e impostura
Los encuentros sexuales donde una parte usa el engaño o la impostura para obtener el consentimiento podría ser no consensual. Cuando eso ocurre, si A da consentimiento para tener sexo con B, pero B ha mentido sobre un asunto pertinente, A no ha dado consentimiento informado pleno. El engaño podría incluir declaraciones falsas sobre si se usó contracepción, o sobre su edad, sexo/género, estado civil, religión u ocupación, padecimiento de infecciones de transmisión sexual, hacerse pasar por su pareja, y hacer creer falsamente que la actividad sexual es algún tipo de procedimiento médico necesario para curarse. Entre ejemplos de esto se incluye un hombre de California que entró al dormitorio de una mujer de 18 años después de que su novio dejase el dormitorio, de tal forma que ella pensó que él era su novio; también, un hombre israelí que dijo ser piloto y médico sin serlo para tener sexo con ella; y un hombre de EE. UU. quien falsamente afirmó ser un jugador de fútbol de la NFL como manera de conseguir encuentros sexuales.

## Iniciativas, planes y leyes

### En general

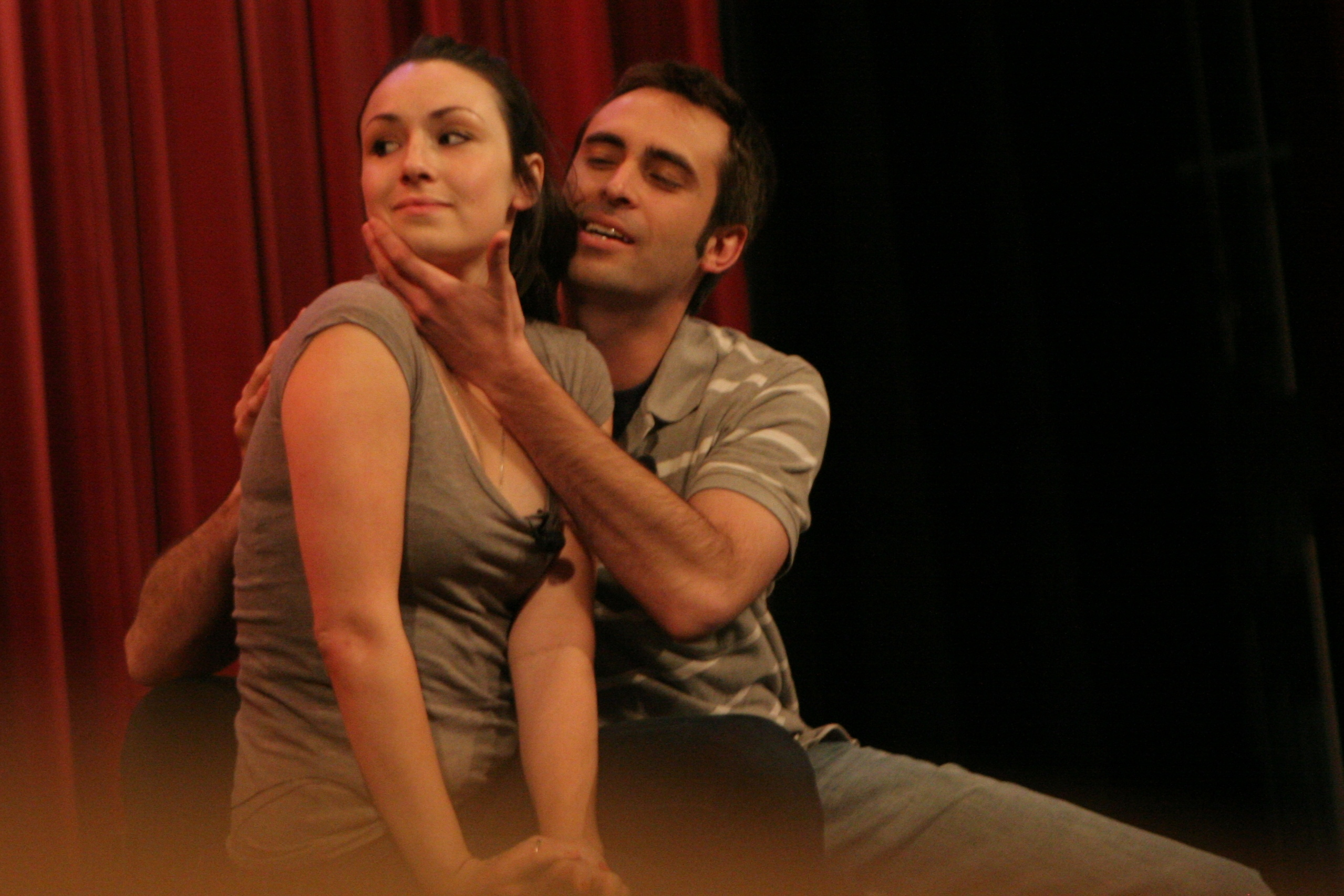
Intérpretes de Producciones de la Catarsis (Catharsis Productions) plantean escenarios en los cuales un hombre actúa inapropiadamente hacia una mujer durante las señales del 'juego de cortejo.' El objetivo de la actuación es también ayudar a miembros de fuerzas armadas de a entender qué es el consentimiento y que "no es no".

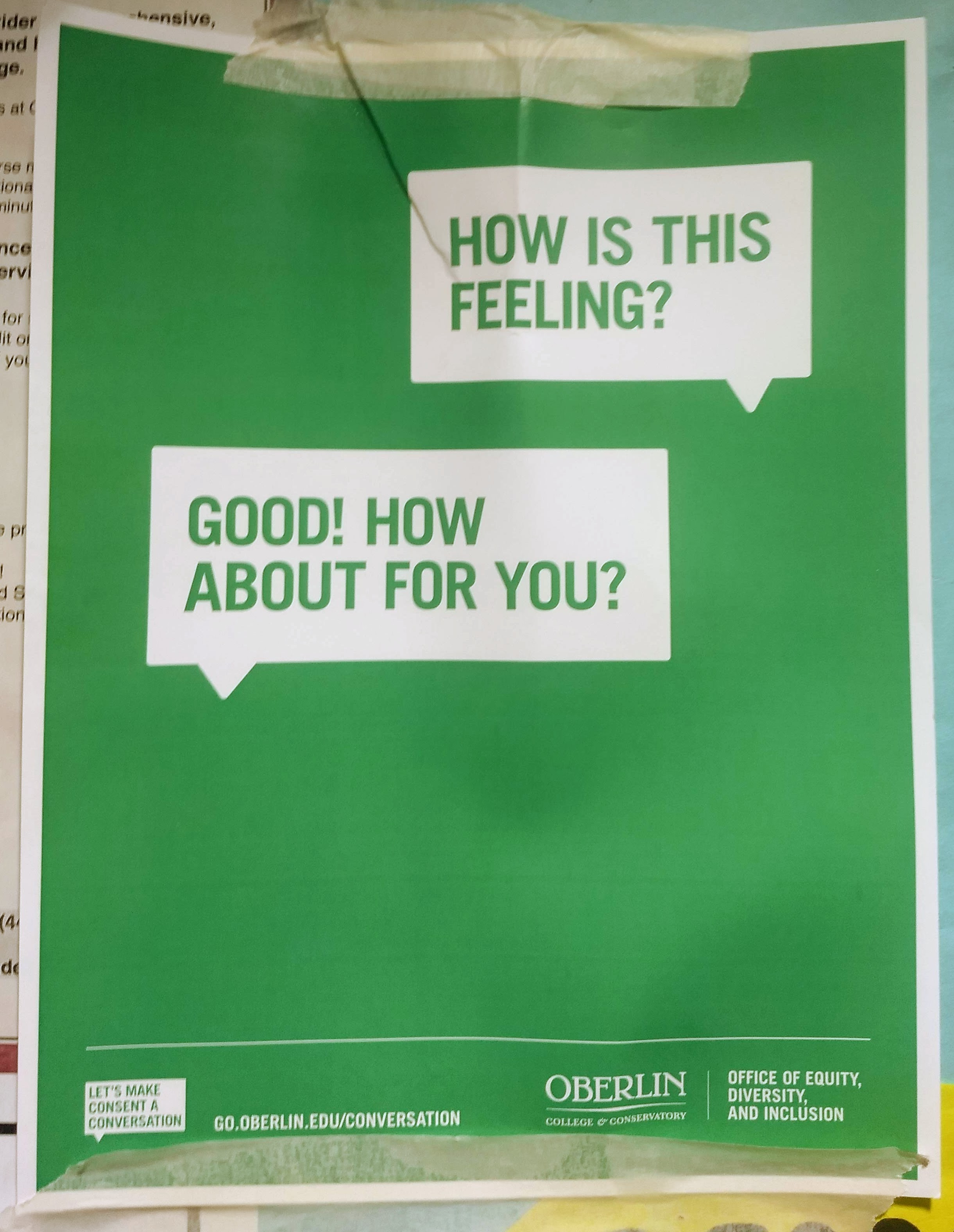
Un cartel pegado en Oberlin College (una universidad) anima al alumnado para establecer consentimiento actual y recíproco durante la actividad sexual

Las iniciativas de educación afectivo-sexual están trabajando en incluir temas y discusiones sobre consentimiento sexual y tratar los "mitos de violación". especialmente en países como Reino Unido, EE. UU.,  o Canadá.

### "No significa no"

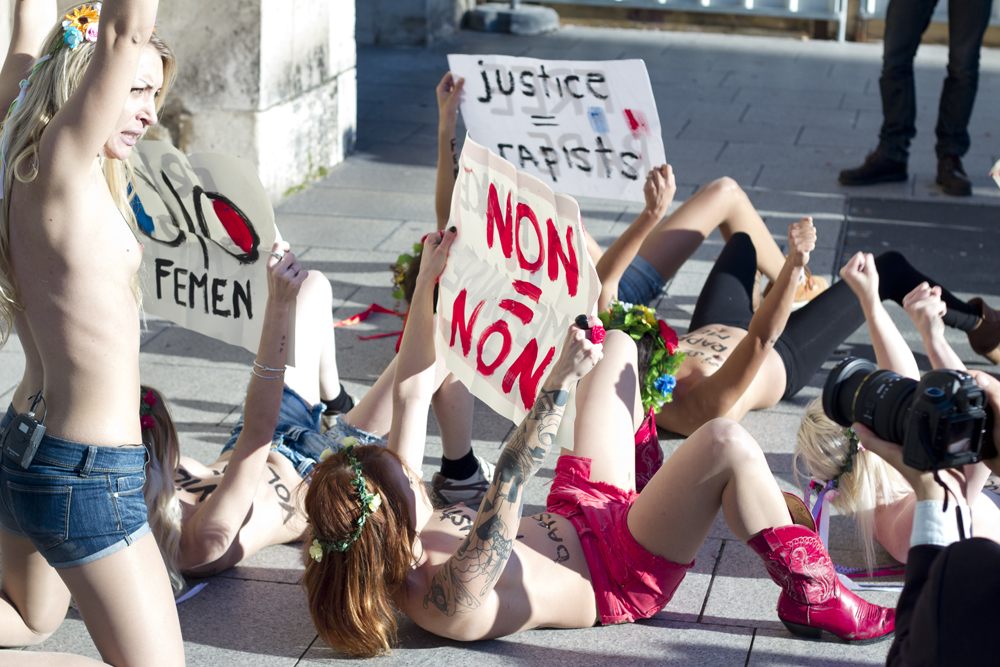
Una activista de FEMEN sujeta una pancarta que dice "No=No", en francés, en una protesta.

La Federación canadiense de Estudiantes (Canadian Federation of Students, CFS) creó la primera campaña con el eslogan "No es no" en los años 1990 para aumentar la concienciación por parte del alumnado universitario sobre "abuso/agresión sexual, estupro, y violencia en las citas" y disminuir la incidencia de estos problemas. La CFS produjo y distribuyó botones, pegatinas, carteles y postales con el eslogan e información al respecto. Según la CFS, "No es No" se pensó para promover la no tolerancia a la violencia sexual y al acoso sexual y educar al alumnado sobre estos asuntos.
Pero surgieron preocupaciones sobre la aproximación al consentimiento tipo "no significa no" porque algunas personas no pueden decir no, bien porque no están conscientes, están ebrios o se encuentran frente a amenazas o coerción, siendo este último asunto especialmente importante en casos donde hay una importante diferencia de poder entre dos personas en un encuentro sexual. Para afrontar estas preocupaciones, se pasó del "No es no" al "sí es sí' (consentimiento afirmativo), para asegurar que las personas no realizaron acciones sexuales apechugando debido a la falta de diálogo o de oposición de resistencia.  Amanda Hess declara que una persona no puede ser capaz de decir no, o  pueden estar ebria o desmayada o quedarse paralizada por el miedo (estado de choque (shock)).
Sherry Colb critica el "No es No" basándose en que ello hace hace del contacto sexual la opción "por defecto" cuando dos personas han apalabrado estar en privado en una cita romántica, al menos hasta que la mujer dice "no" a los avances de la otra persona. Colb dice que bajo la aproximación tipo "no es no",  un hombre que está en privado con una mujer en un contexto romántico la puede desnudar y penetrar si no dice "no", incluso si ella está mirando hacia adelante y no haciendo nada, lo cual según Colb trata el ser tranquila o no moverse como una invitación al sexo. Dice que bajo la aproximación "no es no",  no hay una señal metafórica "No entrar sin autorización" en el cuerpo de una mujer, y como tal, las mujeres tienen que temer que aceptar una cita en privado con el hombre podría llevarlas a mantener sexo indeseado.
La Dra. Ava Cadell sugiere que las mujeres en encuentros sexuales digan a su compañero que  quieren utilizar una expresión en código o palabra segura para decir al otro que quieren parar el contacto sexual, como "Código Rojo". También afirma que las palabras "no" y "para" «han sido utilizadas frívolamente, en tono jocoso o de broma antiguamente y no son siempre tomadas seriamente».

### Afirmativo: "Solo sí es sí"

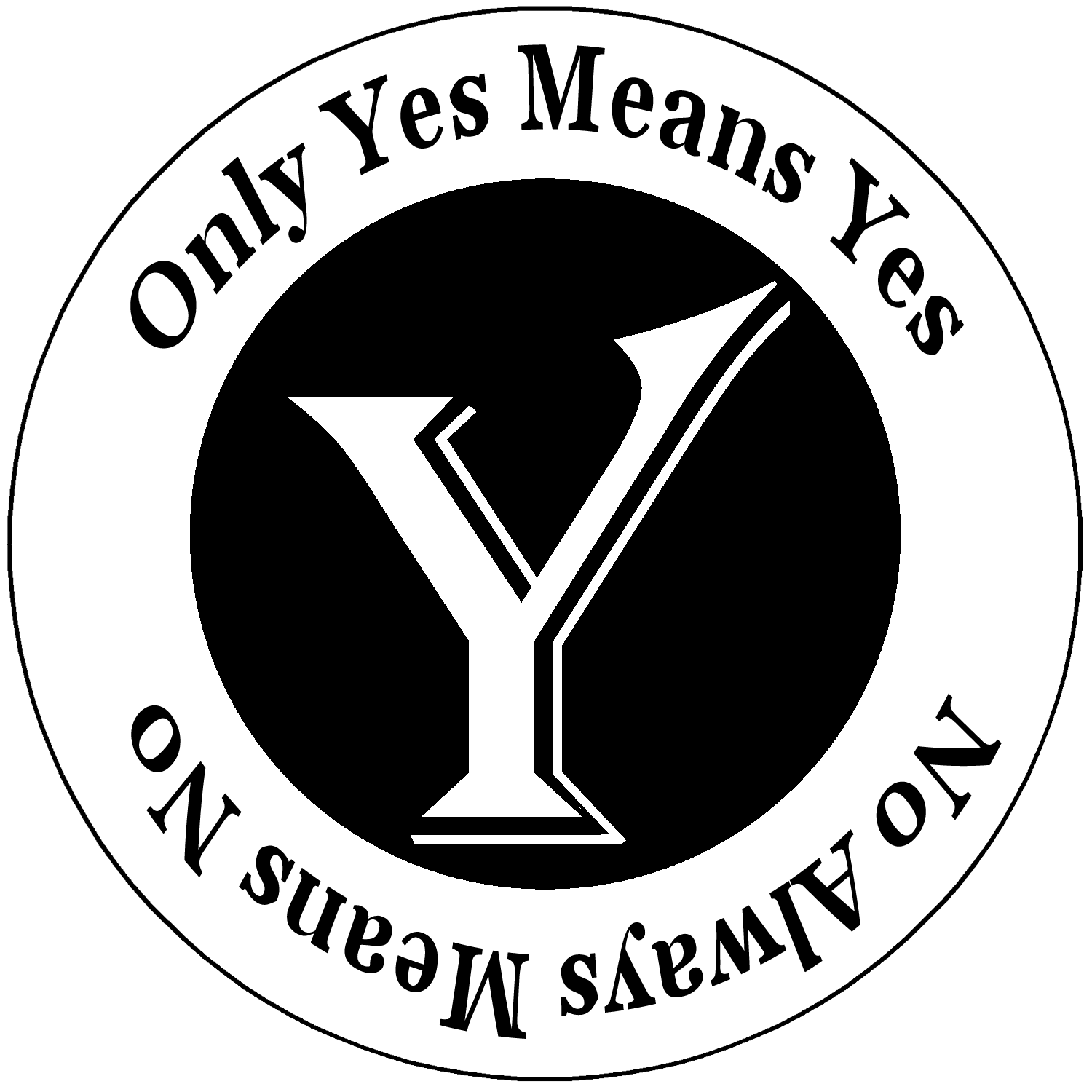
Un logotipo para la campaña del "solo sí es sí"

El consentimiento afirmativo ("sí significa sí") se da cuándo ambas partes apalabran una conducta sexual, a través de gestos comunicativos claros y verbales o mediante pistas o gestos no verbales. Con el enfoque "sí es sí", una persona todavía puede decir "no" después de un sí inicial. Él "Solo sí es sí" fue desarrollado por un grupo de mujeres de la escuela estadounidense de artes liberales del Antioch College en 1991, que "...exitosamente hicieron una petición para una enmienda del código de conducta que explícitamente definiese el consentimiento sexual requiriendo un entusiasta “sí” de todo el mundo implicado.  Con anterioridad a esto, el sexo estuvo considerado consensual mientras nadie dijese  “no" (enfoque "no es no"). Desde 2014, en el Antioch College, el alumnado "...debe conseguir permiso verbal explícito antes de hacer cualquier avance sexual", preguntando "'¿Puedo hacer esto?' Y la [otra]  persona tiene que responder verbalmente 'Sí.' Y si no lo hace, se considera no consentido, y aquello es una vulneración de las ...políticas de la [Universidad]"; una señal preacordada de señal manual se puede usar si el alumnado hizo un "acuerdo verbal previo".
El "solo sí significa sí" implica la comunicación y la participación activa de las personas implicadas. Esto es la aproximación  aprobada por universidades y colleges en los EE. UU., quiénes describen el consentimiento como una "decisión afirmativa, inequívoca, y consciente por cada participante para implicarse en actividades sexuales mutuamente acordadas."  Mary Spellman, Decano Universitario de Estudiantes del Claremont Mckenna, dice que la aproximación "sí es sí" puede ser expresada no verbalmente determinando "[si] la [otra] persona está activamente participando..."

Hay tres pilares a menudo incluidos en la descripción de consentimiento sexual, o "la manera en que dejamos a otros saber para qué estamos listos, sea un beso de buenas noches o los momentos que nos dirigen hasta el sexo."
Son:
1. Saber exactamente qué y cuánto estoy consintiendo
2. Expresar mi intención de participar
3. Decidir libremente y voluntariamente si participar o no[24]

Para obtener consentimiento afirmativo, más que decir o esperar a que nuestra pareja diga  "no", es mejor dar y buscar un explícito "sí". Esto puede venir en la forma de una sonrisa, un asentir con la cabeza o un sí verbal, en cuanto que es inequívoco, entusiasta y continuo. Denice Labertew, de la Coalición de California Contra Agresión Sexual, dice que mientras las palabras usadas en el "sí es sí" pueden variar, la idea principal es que ambas personas están apalabrando actos sexuales. Dice que el "sí significa sí" requiere un cambio importante en cómo  pensamos sobre las agresiones sexuales, en cuanto  requiere a hombres y mujeres que acuerden activamente participar en sexo. T.K. Pritchard dice que incluso después de que el consentimiento es dado, los participantes en un encuentro tendrían que estar "constantemente comprobando si hay consentimiento", tanto antes del contacto sexual, durante el sexo, y después, para asegurar que el consentimiento estuvo presente. Lauren Larson dice que una persona tendría que acordar con su socio sexual que existe consentimiento antes de dar un beso o sexo, y también, incluso durante éste, cuando cambian la velocidad de una acción, cambian a una posición diferente, o mueven sus manos a una zona de su cuerpo nueva.
Incluso en el paradigma "Sólo sí significa sí", si un compañero pregunta de manera que no dé lugar a dudas, o si consigue un "no" y entonces usa la culpa para manipular a la otra persona, aquello puede ser considerado coerción más que consentimiento; otros ejemplos incluyen cuando un posible amante que busca sexo se queja de que sus necesidades sexuales no están siendo satisfechas, o si se muestra pasivo-agresivo, o pregunta una y otra vez hasta que  consigue un "sí". Conn Caroll afirma que los conservadores sociales pueden apoyar leyes basadas en el "Sólo sí es sí", cuando el riesgo aumentado de ser considerado culpable de mala conducta sexual menoscabará el interés estudiantil en la "cultura del libertinaje" (en inglés, hook up culture) y creará un incentivo en hombres para formar relaciones comprometidas con las mujeres, en lugar de buscar encuentros de una noche.

#### Consentimiento entusiasta
Una variante del consentimiento tipo "sólo sí es sí" es el consentimiento entusiasta. Respect Project (Proyecto de respeto) aclara que "la sexualidad" positiva" tiene que empezar por el consentimiento entusiasta" en el cual una persona está tan "entusiasmada en el goce del otro" como una pareja prometida. Planned Parenthood dice que el consentimiento entusiasta puede ser visto cuando su pareja está "...Feliz, entusiasmada, o enérgica". Una víctima de agresión sexual que apoya el modelo de consentimiento entusiasta declara que "...Si no es un entusiasta sí, entonces no es bastante."  El Dr. Nicola Henry declaró que "legislando y determinando un "[consentimiento] entusiasta en un tribunal sería desafiante. Benedict Brook define el "consentimiento entusiasta" como "sólo sí es sí” con más vigor y con "constante comprobación entre amantes de que todo va bien."

## Respuestas

### Contratos de consentimiento
En 2003, la terapeuta sexual Dra. Ava Cadell sugirió que las celebridades y los atletas profesionales preguntasen a sus parejas en encuentros sexuales (utiliza el término de argot "groupies") para firmar una forma de consentimiento sexual, la cual se considera el equivalente sexual de los acuerdos prenupciales firmados antes de algunos matrimonios. La Dra. Cadell dice que al igual que las capitulaciones prematrimoniales, un contacto sexual puede reducir el número de litigios. El grupo activista The Affirmative Consent Project (en español, Proyecto de Consentimiento Afirmativo) está proporcionando cajas ('kits') de consentimiento en universidades de EE. UU. Las cajas incluyen un contrato que las partes deben firmar, declarando que consienten a mantener relaciones sexuales. Las cajas sugieren que la pareja tome una foto de ambos mostrando los contratos.

### Aplicaciones de consentimiento
En la década de 2010, varias aplicaciones de teléfono inteligente (apps) han sido desarrolladas en EE. UU. y otros países para dar a las parejas la capacidad de  consentir electrónicamente relaciones sexuales. Las aplicaciones incluyen, entre otras: We-Consent, Sa-Sie, LegalFling y Good2Go. LegalFling usa cadena de bloques (blockchain) y fija unos términos y  condiciones de cada persona, como requerir uso de preservativo o acordando actos sexuales concretos. Aun así, existen preocupaciones sobre estas "aplicaciones de consentimiento". Good2Go fue eliminada de la tienda de apps porque tanto a hombres como a mujeres no les gustaba hacer clic en un teléfono inteligente en el dormitorio para grabar su consentimiento. Un abogado declara que legalmente, las aplicaciones son redundantes y solo podrían servir como evidencia tan coyuntural, que generalmente no tienen en cuenta el derecho de las personas de retirar su consentimiento en cualquier punto en la interacción sexual.

### Cultura de consentimiento
Los activistas y educadores promueven una "cultura de consentimiento" realizando programas de educación del consentimiento, proporcionando información, contratando educadores de consentimiento (o voluntarios), etc. Algunos activistas en los campus llevan a cabo "Días de consentimiento " durante los cuales hay discusiones y paneles sobre el tema y se entregan camisetas y paquetes de preservativos con mensajes pro-consentimiento para construir concienciación.

#### Educadores de consentimiento
La organización estadounidense sin ánimo de lucro Speak About It (en español, Habla Sobre ello, SAI) contrata educadores de consentimiento para dirigir talleres sobre "sexo, sexualidad, relaciones, consentimiento, y agresión sexual" para el alumnado altoescolar (liceal) y universitario. Dichos Educadores de consentimiento incluyen alumnado de estudios de género, estudios de la mujer, licenciados universitarios interesados en justicia social, educadores de salud sexual, prevención de violencia doméstica y profesionales del teatro. SAI es inclusiva de identidades "de diverso género, raza, orientacionsexual, y experiencia sexual."

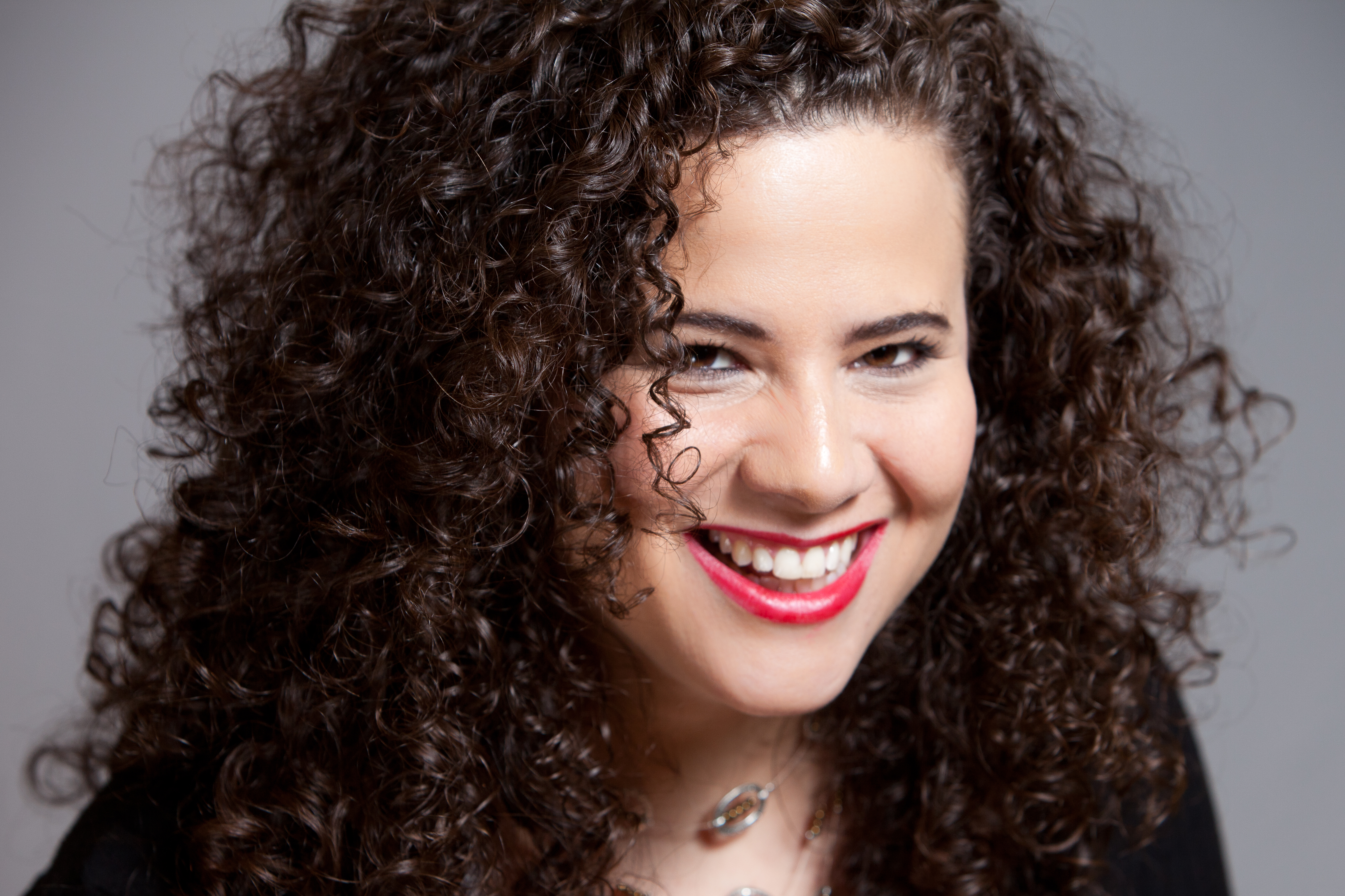
Jaclyn Friedman es una educadora de consentimiento sexual sabido para editar Sí Significa Sí: Visiones de Poder Sexual Hembra y un Mundo Sin Violación.

En enero de 2018, la educadora de consentimiento sexual Jaclyn Friedman escribió un artículo sobre el comentario noticioso con respecto al comediante Aziz Ansari y el consentimiento sexual. Friedman pidió la necesidad de "educar mejor a las personas jóvenes en este país sobre sexo, consentimiento, y placer" usando educación de consentimiento para enseñar sobre comunicación sexual, lenguaje corporal, y la necesidad de comprobar si la pareja está disfrutando las actividades sexuales (o no).

#### Palabras código de seguridad
Para quienes sientan incomodidad debido al comportamiento de su pareja, como p. ej. una persona que está siendo tocada sin su consentimiento, algunos locales tienen un sistema de código de seguridad que permite a los patronos alertar al personal sobre malos comportamientos. Algunas barras tienen carteles en los aseos y los posavasos informando a los dueños del local que si necesitan indicar al camarero que se sienten inseguros con su cita pueden utilizar una palabra en código (por ejemplo, un nombre de cóctel ficticio), y entonces el personal de barra escoltará a la persona fuera del local para hacer segura la llegada a su taxi.

### Coordinador de Intimidad
En la industria televisiva y de cine, en 2018, algunas compañías de producción están contratando a "intimacy coordinador" (coordinadores de intimidad) para asegurar que tanto actores como actrices han dado su consentimiento antes de filmar escenas románticas y de sexo simulado.

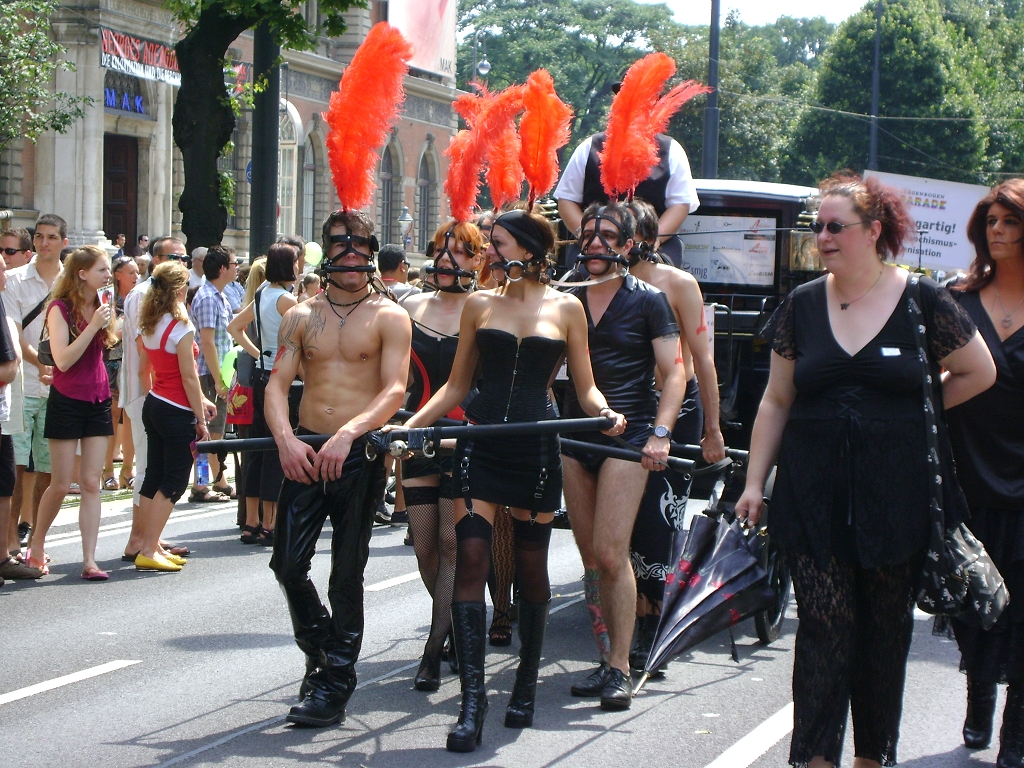
Aproximaciones de consentimiento afirmativo son más complejas en la escena BDSM, porque en BDSM los participantes apalabran "o-consentimiento consensual" para jugar distintos roles.

### LGBT
Según Michael Segalov los hombres jóvenes homosexuales no aprenden mucho sobre consentimiento y fronteras sexuales porque a la mayoría "nunca se les enseñó el lenguaje a usar para explicar o entender" sus experiencias y  hay típicamente pocos ejemplos de miembros LGBT+ a seguir en su comunidad o de familiares para pedir consejo. Segalov declara que las aplicaciones de ligue/chat pueden crear retos para el consentimiento porque algunos hombres tienen un sentimiento de "autorización" cuándo llegan al sitio de encuentro, y un sentido de que la interacción sexual del encuentro ha sido "preacordada" (apalabrada) en línea.

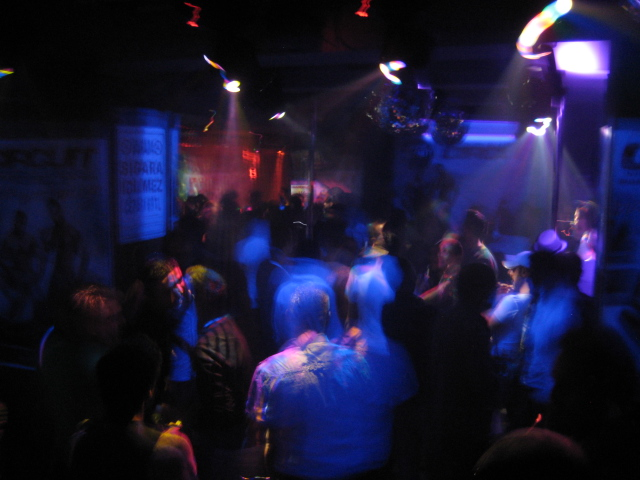
Philip Henry declara que se tolera tocar los traseros y las entrepiernas en algunas barras de bares gay.

## Para saber más
- (en inglés)  Archard, David. Sexual consent. Westview Press, 1998.
- (en inglés) Cowling, Mark. Making Sense of Sexual Consent. Routledge, 2017.
- (en inglés) Ehrlich, Susan. Representing Rape: Language and Sexual Consent. Routledge, 2003.
- (en inglés) Primoratz, Igor. "Sexual Morality: Is Consent Enough?". Ethical Theory and Moral Practice. September 2001, Volume 4, Issue 3, pp 201–218.
- (en inglés) Refinetti, Roberto. Sexual Harassment and Sexual Consent. Routledge, 2018

- Datos: Q55632935
- Multimedia: Sexual consent / Q55632935